# Midnight Memories (canción)
«Midnight Memories» —en español: «Recuerdos de medianoche»— es una canción de la boy band británica e irlandesa One Direction, incluida en su tercer álbum de estudio Midnight Memories, de 2013. Fue compuesta por Julian Bunetta, Liam Payne, John Ryan, Jamie Scott y Louis Tomlinson, mientras que el primero de estos la produjo.

## Antecedentes y composición
«Midnight Memories» fue coescrita por John Ryan, Jamie Scott, Liam Payne, Louis Tomlinson y Julian Bunetta quien también se ocupó de la producción musical. En una entrevista con MTV News, Bunetta, productor del tema, reveló que «Midnight Memories» fue el segundo tema después de «Story of My Life», en ser escrito por los miembros de la banda e incluido en su tercer disco. Asimismo, Bunetta declaró que: 

«La canción es el título del álbum, y quise hacer otra cosa diferente diferente a Up All Night o Take Me Home, que son todas las referencias a la noche [...] "Midinight Memories" son donde se encuentran la mayor parte de los recuerdos de este disco. Esto ocurrió entre la medianoche y las 5 de la mañana [...] Tenemos tantos recuerdos de simplemente estar en el estudio o estar después de un show, de estar en la parte de atrás del autobús, ir de un lugar a otro con los chicos o simplemente cuando se es joven y se quiere vivir de todo tipo de experiencias».

El 24 de enero de 2014, Payne reveló a través de un vídeo en su canal oficial en YouTube, que «Midnight Memories» serviría como el tercer sencillo del álbum fuera de los Estados Unidos. Musicalmente es una pista pop rock y power pop de tempo allegro con una duración total de dos minutos y cincuenta y seis segundos. Según la partitura publicada en Musicnotes por Universal Music Publishing Group, la canción posee un compás de 4/4 y se interpreta a 152 pulsaciones por minuto. Está compuesta en la tonalidad de mi♯ mayor y el registro vocal de Gaga abarca desde si3 hasta la5. La instrumentación del tema se basa en piano, guitarra acústica y eléctrica. «Midnight Memories» posee una progresión armónica básica de la mayor-si menor-do mayor-re mayor-fa-sol.

## Video musical
El video musical de «Midnight Memories» salió el 31 de enero de 2014. Fue publicado en la página oficial de One Direction en Youtube.
El video actualmente tiene casi 150 millones de visitas.
«Midnight Memories» cuenta con 4 pequeños cortos de detrás de escena, durando alrededor de un minuto y 30 segundos cada uno.

## Posicionamientos en listas

### Semanales
| Australia         | Australian Singles Chart  | 97 |
| Austria           | Austrian Singles Chart    | 22 |
| Bélgica (Flandes) | Ultratop 50 Singles       | 4  |
| Bélgica (Valonia) | Ultratop 40 Singles       | 8  |
| Canadá            | Canadian Hot 100          | 35 |
| Dinamarca         | Danish Singles Chart      | 2  |
| España            | Spanish Singles Chart     | 4  |
| Estados Unidos    | Billboard Hot 100         | 12 |
| Francia           | French Singles Chart      | 14 |
| Hungría           | Hungarian Singles Chart   | 5  |
| Irlanda           | Irish Singles Chart       | 3  |
| Italia            | Italian Singles Chart     | 7  |
| Nueva Zelanda     | New Zealand Singles Chart | 3  |
| Países Bajos      | Dutch Top 40              | 5  |
| Reino Unido       | UK Singles Chart          | 46 |
| Suiza             | Swiss Singles Chart       | 54 |